# Lutrogale perspicillata
Lutrogale perspicillata I. Geoffroy Saint-Hilaire, 1826 è un carnivoro della famiglia dei Mustelidi.
Per la sua pelliccia, più fine e corta di quella delle altre lontre, è chiamata anche lontra liscia.

## Tassonomia
La lontra liscia viene suddivisa in due sottospecie: L. p. perspicillata, che vive in India nord-orientale e meridionale, Myanmar e Sumatra, e L. p. sindica, diffusa in India settentrionale e nord-occidentale e Pakistan. Altri studiosi riconoscono anche un'altra sottospecie, L. p. maxwelli, la più rara delle tre, che abita nelle paludi dell'Iraq meridionale.

## Descrizione
La lontra liscia è la più grande specie di lontra del Sud-est asiatico: pesa 7 – 11 kg e può raggiungere la lunghezza di 1,3 m. Si distingue dagli altri Lutrini per la testa più arrotondata e il naso glabro a forma di diamante. La coda ha sezione appiattita (le altre specie invece la hanno rotonda) e può misurare il 60% della lunghezza totale. Come tutte le sue simili, comunque, ha zampe dotate di membrane interdigitali e robusti piedi muniti di unghie affilate.
La pelliccia della lontra liscia, come dice il nome, è più liscio e più corto di quello delle altre lontre. Sul dorso varia di colore dal marrone chiaro al marrone scuro, mentre il ventre è marrone chiaro o grigiastro.

## Distribuzione e habitat
Vive in gran parte dell'Asia meridionale, nella cosiddetta ecozona orientale, estesa dall'India a oriente. Una piccola popolazione isolata è diffusa nelle paludi dell'Iraq. Si incontra nelle aree dove l'acqua è più abbondante - fiumi, laghi, paludi e risaie. Nonostante sia benissimo adattata alla vita acquatica, se la cava benissimo anche sulla terraferma e può spostarsi anche su lunghe distanze alla ricerca di zone più favorevoli. Si rifugia in ripari situati tra le rocce o in pile di vegetazione marcescente; alcuni esemplari costruiscono tane permanenti vicino all'acqua, dall'aspetto simile alle dighe del castoro, con un'entrata subacquea e un tunnel che conduce a un nido sopra il livello dell'acqua.

## Biologia

### Comportamento
Come quasi tutti i mammiferi carnivori la lontra liscia utilizza l'olfatto per comunicare: ogni esemplare è munito di un paio di ghiandole odorifere alla base della coda con le quali marca il terreno vicino alle aree dove è solito nutrirsi, lasciando una secrezione odorosa sulle rocce o sulla vegetazione.

### Alimentazione
Si nutre di insetti, lombrichi, crostacei, rane, roditori e uccelli, ma predilige pesci (che costituiscono il 75 - 100% della dieta) e rettili. Spesso caccia in piccoli gruppi, raggruppando i pesci per poterli catturare con più facilità. Un gruppo di lontre si nutre su un'area di 7 – 12 km². In cattività un esemplare adulto consuma circa un kg di cibo al giorno.

### Riproduzione
La lontra liscia forma coppie monogame durature. Il periodo dell'accoppiamento non è noto con certezza, ma, dato che questa specie dipende molto dalle precipitazioni monsoniche, avviene tra agosto e dicembre. Il periodo di gestazione dura 61 - 65 giorni. I piccoli, due-cinque per cucciolata, nascono e vengono allevati in una galleria vicino all'acqua, che può essere stata edificata dai genitori o abbandonata da altri animali. Alla nascita i piccoli sono ciechi e inetti, ma dopo trenta giorni aprono gli occhi e dopo sessanta sono già in grado di nuotare. A 130 giorni sono svezzati e all'età di un anno lasciano i genitori. La maturità sessuale viene raggiunta a due anni.

### Conservazione
La lontra liscia è una specie vulnerabile. Le varie popolazioni sono minacciate dal prosciugamento delle aree umide, dal bracconaggio e dalla contaminazione delle acque ad opera dei pesticidi. In India la specie è protetta dal 1972.

## Nella cultura di massa
La lontra liscia è apparsa nel documentario BBC della serie Planet Earth intitolato Acque dolci. In questo episodio viene mostrato un gruppo di questi animali mentre molesta apertamente un coccodrillo adulto.
Lo scrittore Gavin Maxwell, ne L'anello di acque lucenti, descrive in prima persona il viaggio di una lontra liscia trasportata dall'Iraq alla Scozia.